# Dunlop World Challenge Tennis Tournament 2013
Die Dunlop World Challenge Tennis Tournament 2013 waren ein Tennisturnier der ATP Challenger Tour 2013 für Herren und ein Tennisturnier des ITF Women’s Circuit 2013 für Damen in Toyota. Sie fanden zeitgleich vom 17. bis zum 24. November 2013 statt.